# 足利滿兼
足利滿兼（日语：／ Ashikaga Mitsukane，1378年—1409年9月1日）是日本室町時代前期武將，第3任鎌倉公方（任期為（在職：應永5年（1398年） - 應永16年（1409年）），父親是室町幕府第2任鎌倉公方足利氏滿。

## 生平
滿兼是第2代鎌倉公方足利氏滿的嫡長男。父親在他元服時以第3代将軍足利義滿授用的偏諱命名為滿兼。繼承父親成為鎌倉公方與京都將軍家的持續關係緊張。應永6年（1399年）10月，大內義弘於堺城出兵反對義滿是為應永之亂，滿兼打算呼應義弘，出兵離開鎌倉由武蔵府中（東京都府中市）進軍，但是被關東管領上杉憲定勸阻，沒有如期舉兵，導致大內義弘陷入孤軍奮戰。12月義弘敗死。翌年3月5日退兵回鎌倉。6月15日，滿兼通過在伊豆三島神社納願文表示對幕府恭順之意，最終其罪被赦免。
應永6年（1399年）春，滿兼分別封其弟滿直為篠川御所、滿貞為稻村御所以將陸奧及出羽的鎌倉府管轄權交給二人。但是，這項措施令奧州豪族反感，應永9年（1402年）與室町幕府有良好關係的伊達政宗出兵起義，上杉氏憲（其後的上杉禪秀）出兵鎮壓。這時候，有傳言流傳滿兼在京都瘋了，義滿與滿兼進行和解，但是不久兩人又再度爭執。
應永14年（1407年）8月29日，鎌倉御所被燒毀，但是很快便重建。應永16年7月22日逝世，享年32歲。由長男持氏繼承鎌倉公方之位。